# Clot Xic
El Clot Xic, és un indret del terme municipal de Tremp, al Pallars Jussà, dins de l'antic terme de Gurp de la Conca.
Està situat a l'extrem nord del territori del seu antic municipi; és, per tant, al sector més septentrional de la part pallaresa de l'extens municipi de Tremp. És al sud-est de la Roca Lleuda, i al sud del Pic de Lleràs al fons de la vall del barranc de Fontfreda, sota i a migdia de la Pleta Verda. El Clot Xic queda emmarcat a ponent per la Serra de Castellnou, i a llevant pel contrafort sud-oriental del Pic de Lleràs, la Serra de Salàs.